# Carmela García
Carmela García, es una fotógrafa española nacida en Lanzarote cuyo trabajo se basa en la necesidad de reevaluar la construcción de la historia, de renarrar los relatos sobre los que se ha construido el imaginario y revisarlo en el plano formal e icónico desde una perspectiva de género. Sus fotografías se centran en el mundo femenino, la recuperación de genealogías y especialmente en las relaciones entre mujeres en todos los ámbitos.La génesis de su obra, si bien conceptualmente arraigada en la subjetividad y la perspectiva femenina, se traduce en una exploración sistemática de lenguajes visuales específicos. 
El elemento central de su obra es la doble necesidad de repensar y cambiar el mundo. El llevarlo a cabo desde una perspectiva de género no supone únicamente una simple vía de proyección sobre la necesidad de otro futuro; sino que significa en primera instancia un escenario de reivindicación de una consideración distinta de lo femenino en el mundo. Tras esa toma de posición, García experimenta una necesidad de reevaluar la construcción de la historia, de renarrar los relatos sobre los que se ha construido el imaginario; además de establecer un nuevo orden de referencias en la articulación, así como la construcción de una cotidianeidad radicalmente distinta en términos operativos y simbólicos.

## Desarrollo profesional
Estudió fotografía y video en Londres  en Barcelona. Desde sus inicios ha aunado en la fotografía narrativa sus intereses sociales y artísticos, mediante referencias literarias, plásticas y audiovisuales.Va a transitar desde la fotografía analógica y digital hasta la exploración del vídeo, la instalación y las prácticas híbridas.
Su obra se ha podido contemplar en el Centro de Arte Reina Sofía de Madrid (Espacio Uno), el Centro de Fotografía de Coímbra, el MUSAC de León, el Centro Atlántico de Arte Moderno CAAM de Gran Canaria, el IVAM de Valencia, en la exposición colectiva El real viaje Real /The Real Royal Tryp en el PS1, Contemporary Art Center del MOMA (Nueva York) comisariada por Harald Szeemann, en el MOT Kanazawa de Japón, la Universidad de Salamanca y en la Casa Europea de la Fotografía de París, entre otros.
Ha expuesto en las galerías Juana de Aizpuru, de Sevilla y Madrid, y en 2003 en la Galería Altamira de Gijón. Junto con la galería Juana de Aizpuru ha asistido a ferias internacionales como Arco Madrid, Art Basel, Paris Photo, Frieze Londres etc.
En 2010 Televisión Española le dedicó un monográfico en el programa Metrópolis. En La Casa Encendida de Madrid, en 2012, en "Open Studio" realiza un taller de producción fotográfica basado en la inmersión de las y los participantes en su método de trabajo.
En 2008 realiza el proyecto CONSTELACION en el MUSAC como resultado de una investigación en París becada por la Fundación Botín.
En 2016  realiza la exposición Disidencias y utopías en El Almacén, Lanzarote. Este mismo año el área de Cultura del Cabildo de Lanzarote publica el libro de artista titulado Secret Club. Un año después presenta I want to be en el Museo Casal Solleric de Palma de Mallorca.
En el 2017 expone en el IVAM en Valencia el proyecto " Imágenes de(l) Poder. Cartografia de lo invisible"
En el año 2021 se celebra en las salas del Canal de Isabel II de la Comunidad de Madrid la exposición Autoras de utopías, comisariada por Margarita Aizpuru. 
En el año 2023 expone en el MIAC de Lanzarote "Gabinete de sueños"  comisariado por Yolanda Peralta Sierra
Colabora con diferentes entidades e instituciones impartiendo talleres y conferencias.
1. ↑  «El Almacén reabrirá sus puertas con una exposición de la fotógrafa Carmela García». Lancelot Digital. Consultado el 3 de enero de 2018.
2. ↑  «Carmela García.Planeta Ella».
3. ↑  «Carmela García en el IVAM».
4. ↑  «El real viaje Real / The Real Royal Trip | MoMA». The Museum of Modern Art. Consultado el 18 de abril de 2022.
5. ↑  MUSAC
6. ↑  Carmela García en el Cultural
7. ↑  «The Real Royal Trip». www.elcultural.com. Consultado el 3 de enero de 2018.
8. ↑  «TEA Tenerife Espacio de las Artes presenta el libro de PSJM, Arte y procesos democráticos. Hacia una estética horizontal – Culturamanía». culturamania.com. Archivado desde el original el 4 de enero de 2018. Consultado el 3 de enero de 2018.
9. ↑  «Carmela García expone "La noche de Silvia" en Santa Cruz». eldia.es. 4 de junio de 2007. Consultado el 3 de enero de 2018.
10. ↑  «Galería Juana de Aizpuru, refugio del arte contemporáneo - Moove Magazine». Moove Magazine. 24 de octubre de 2015. Consultado el 3 de enero de 2018.
11. ↑  «Galería Juana de Aizpuru en La Ventana del Arte». www.laventanadelarte.es. Consultado el 3 de enero de 2018.
12. ↑  Biografía de Carmela García Archivado el 30 de julio de 2011 en Wayback Machine.
13. ↑  «Carmela García». www.elcultural.com. Consultado el 3 de enero de 2018.
14. ↑  Metrópolis - Carmela García - RTVE.es, 17 de mayo de 2010, consultado el 26 de diciembre de 2017.
15. ↑  Encendida, La Casa. «Taller de producción fotográfica de Carmela García.». La Casa Encendida. Consultado el 26 de diciembre de 2017.
16. ↑  garcia, carmela (2020).  MUSAC/TURNER, ed. constelación (en español ingles francés). madrid: turner. ISBN 9788493629854.
17. ↑  ARTEINFORMADO (20170313). «Carmela García, Exposición, Fotografía, may 2017 | ARTEINFORMADO». ARTEINFORMADO. Consultado el 26 de diciembre de 2017.
18. ↑  «CARMELA GARCIA EN IVAM». M-Arte y Cultura Visual. 6 de agosto de 2017. Consultado el 26 de diciembre de 2017.
19. ↑  «Mujeres, amor y mentiras». MassCultura. Consultado el 26 de diciembre de 2017.
20. ↑  «Solleric - Carmela García - I want to be». urbanisme.palma.es. Consultado el 18 de abril de 2022.
21. ↑  «Espacios del poder .  Cartografia de lo invisible».
22. ↑  «Exposición “Carmela García. Autoras de utopías"». Comunidad de Madrid. 11 de enero de 2021. Consultado el 15 de febrero de 2021.
23. ↑  javier, Diaz guardiola (5 de marzo de 2021). «faltan más mujeres coleccionistas». ABC (Madrid).
24. ↑  garcia, carmela (2023).  centros de arte ,cultura y turismo del cabildo, ed. gabinete de sueños (en inglés/Español). centros de arte ,cultura y turismo del cabildo. ISBN 9788412364545.
25. ↑  https://www.catedra.com/libro/manuales-arte-catedra/arte-en-espana-1939-2015-ideas-practicas-politicas-jorge-luis-marzo-9788437634838/

Colabora con diferentes entidades e instituciones impartiendo talleres y conferencias.

## Premios y reconocimientos
- 2004: Premio a la Mejor Publicación PhotoEspaña 2003 por su libro “Mujeres, amor y mentiras”.[1][2]
- 2001: Premio Fotógrafo Revelación PhotoEspaña 2001.[3]
- 2019: Premio de Cultura de la  Comunidad de Madrid 2019.[4]